# Cytisus proliferus
Cytisus proliferus är en ärtväxtart som beskrevs av Carl von Linné d.y.. Cytisus proliferus ingår i släktet kvastginster, och familjen ärtväxter. Utöver nominatformen finns också underarten C. p. palmensis.

## Bildgalleri

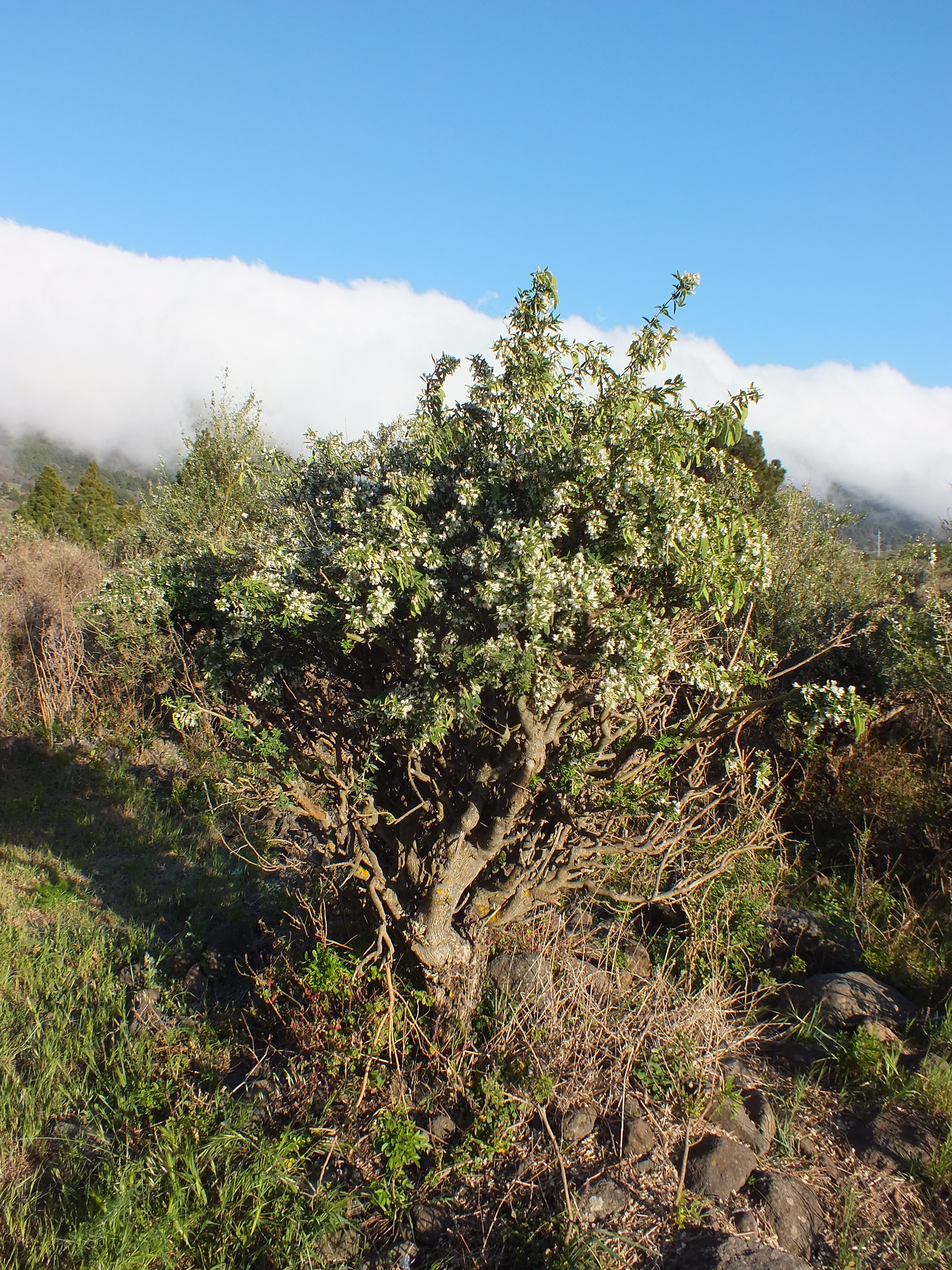
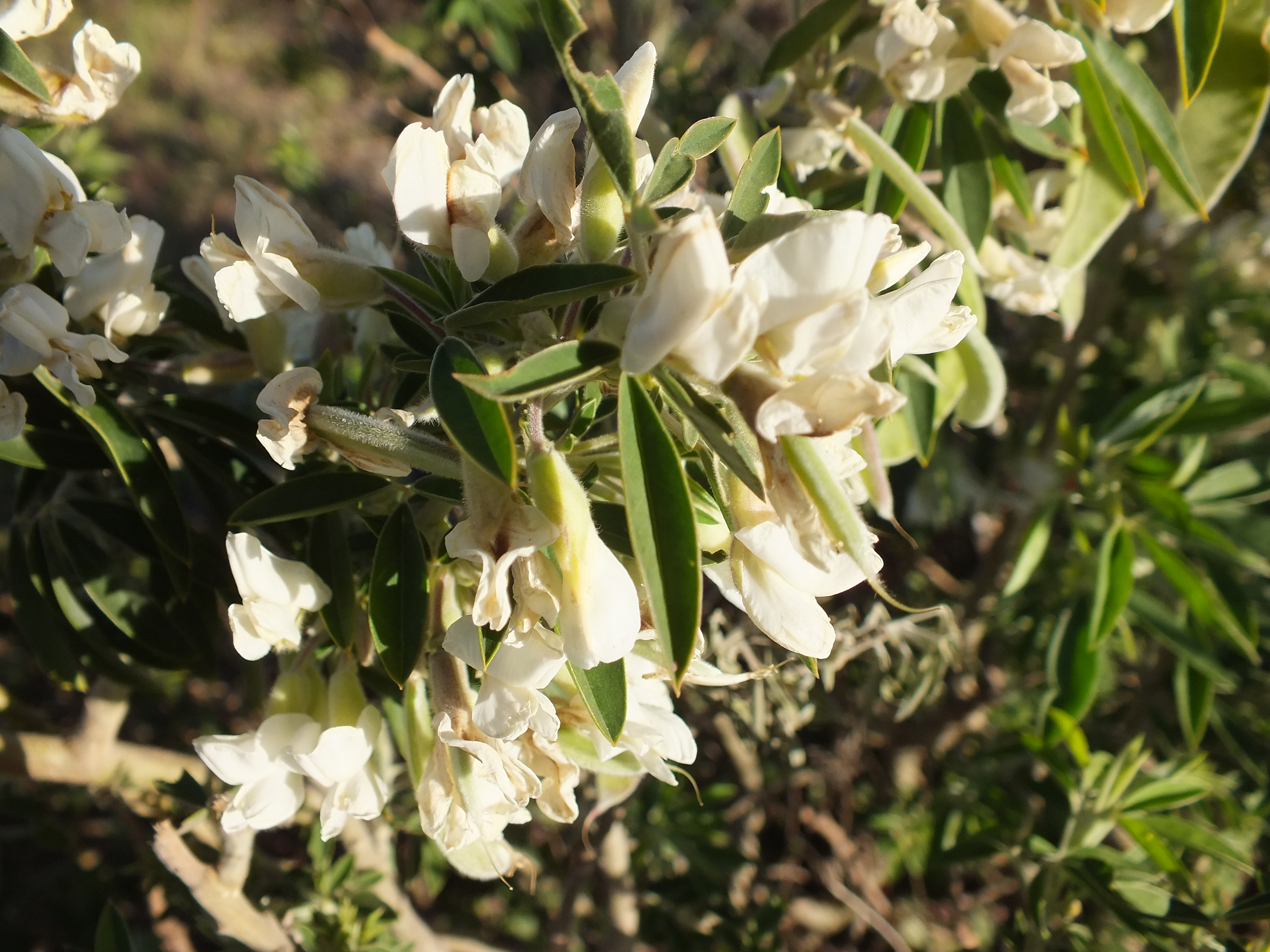
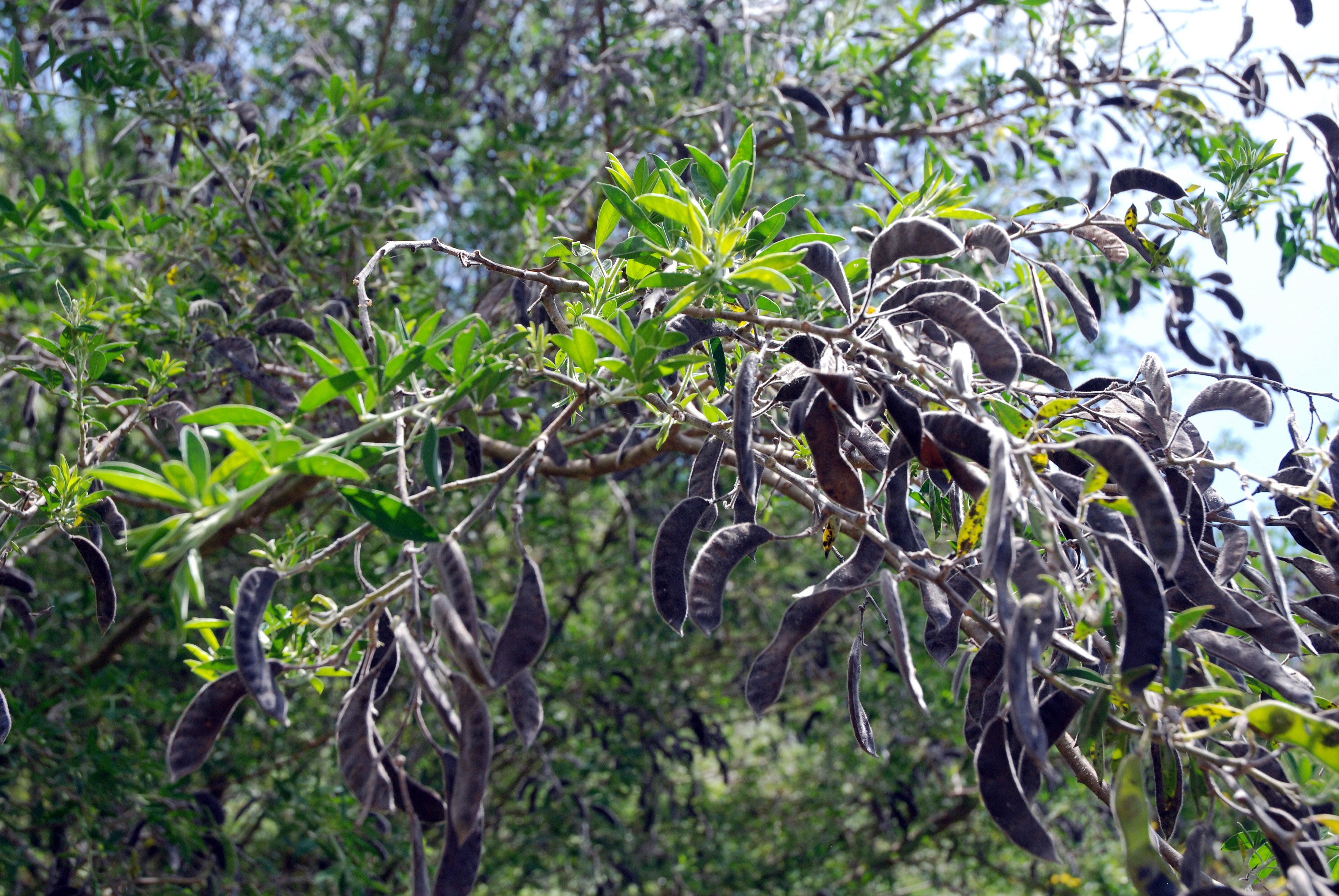
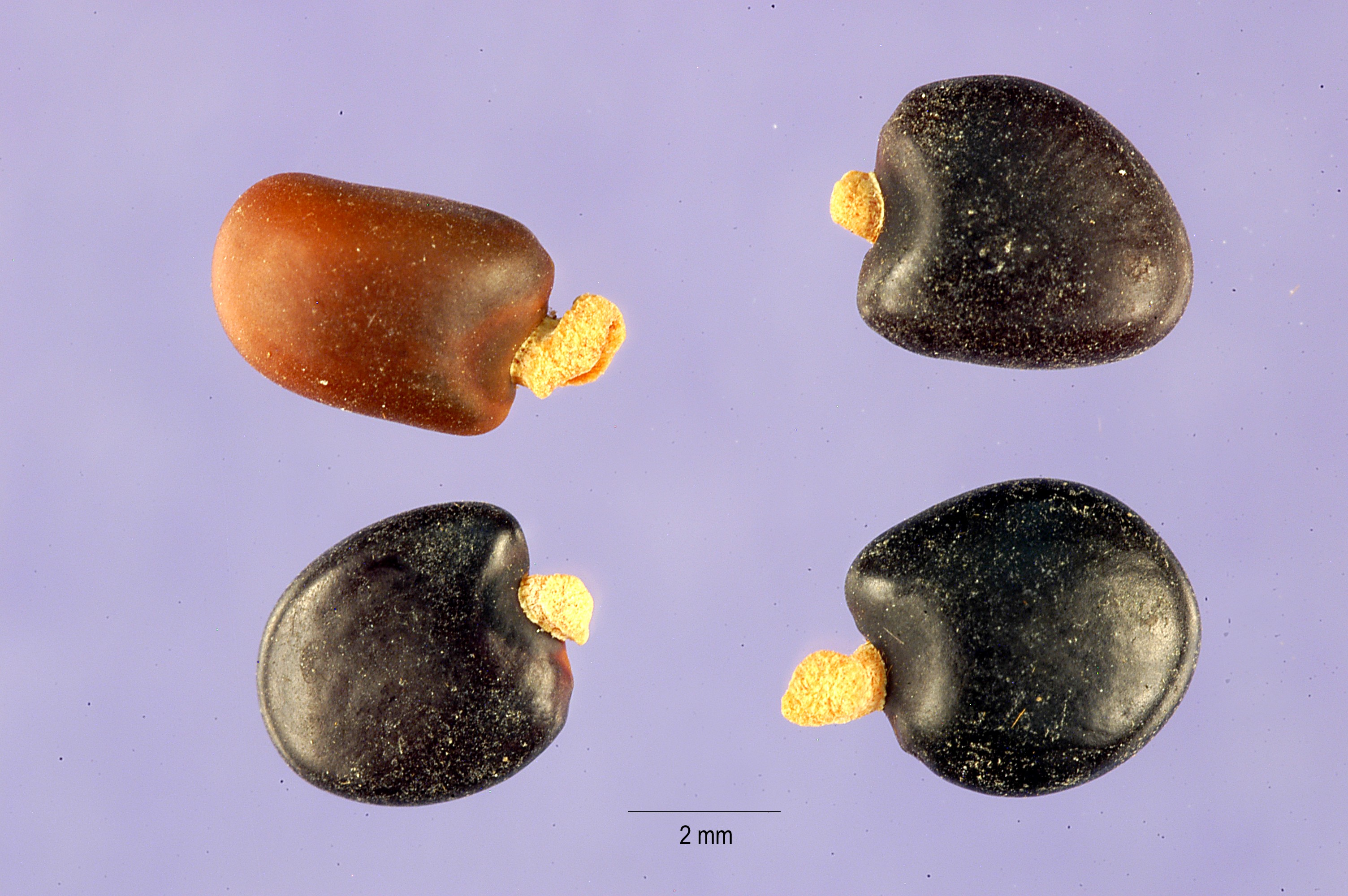
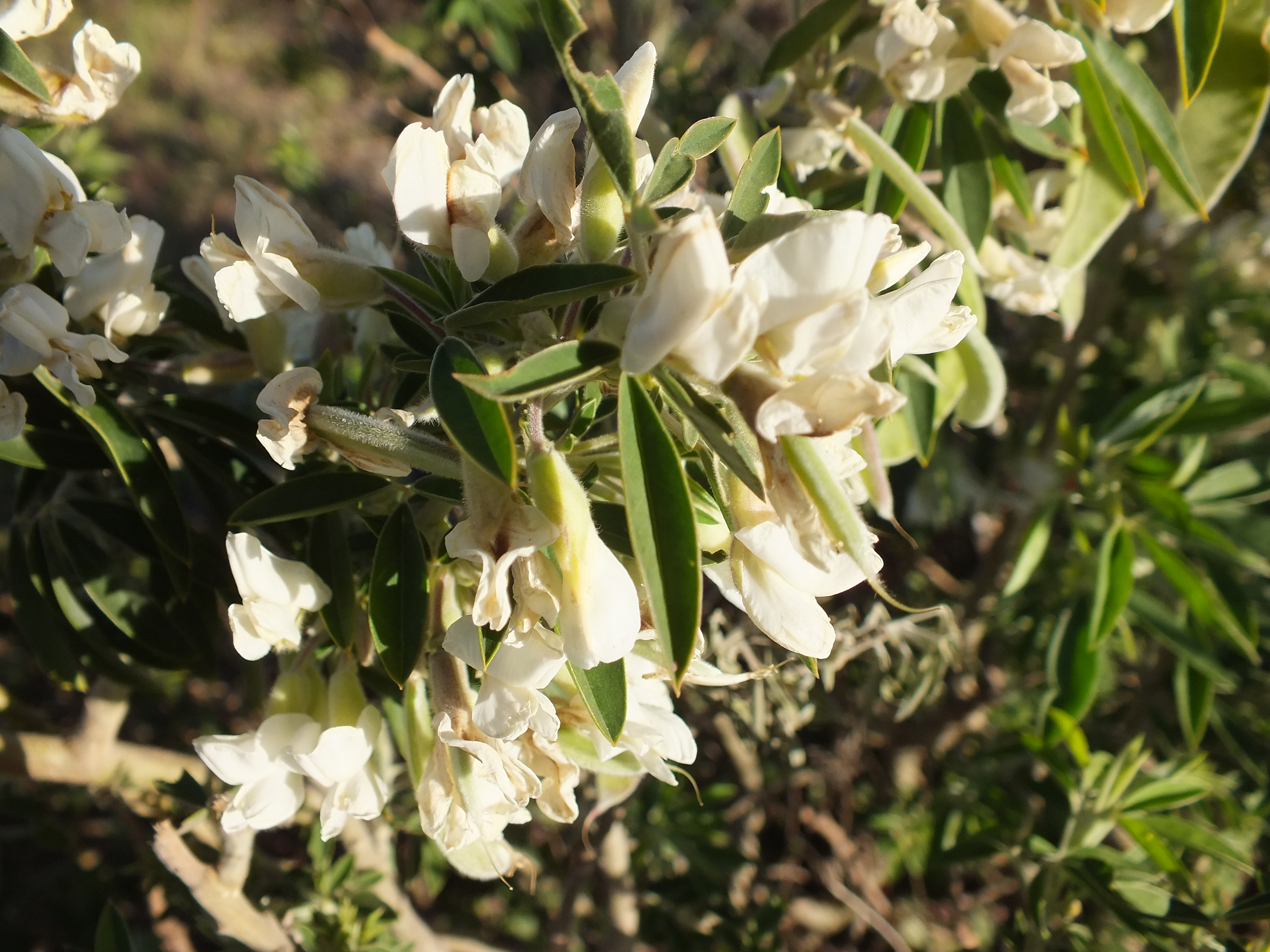
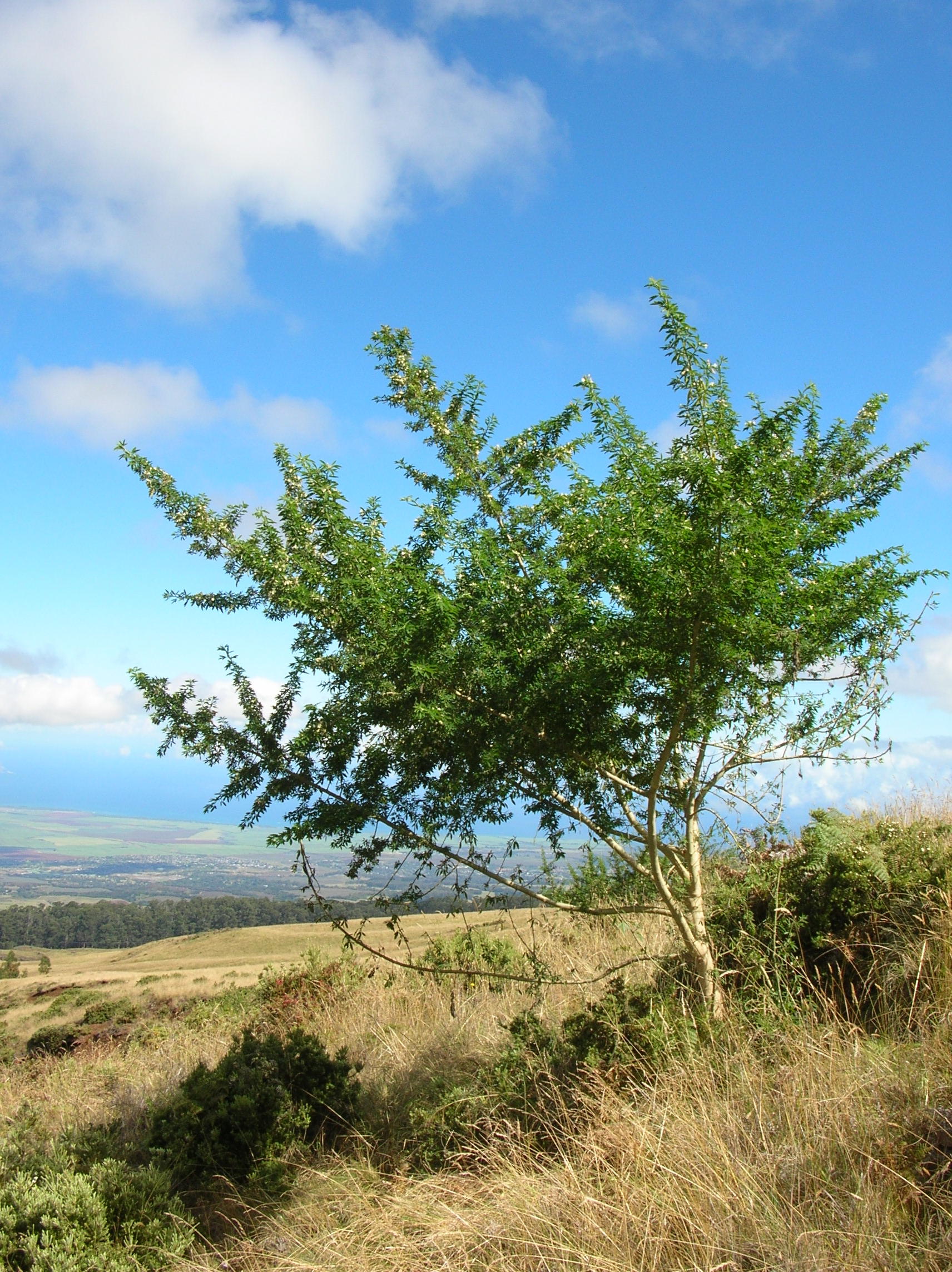